# Аргентино-японські відносини
Аргентино-японські відносини — двосторонні дипломатичні відносини між Аргентиною та Японією.

## Історія
У 1886 перші японські мігранти на кораблі прибули до берега Аргентини. Серед них у 1910 був професор Сейзо Іто, фахівець із сільського господарства, який працював над розвитком сільського господарства в Аргентині.
3 лютого 1898 Японська імперія та Аргентина офіційно встановили дипломатичні відносини, підписавши Договір про дружбу, торгівлю та судноплавство.
У 1899 між країнами налагоджено постачання товарів морським шляхом.
У 1904 Аргентина зайняла бік Японії в Російсько-японській війні, поставивши цій країні крейсер Ніссін, який був закріплений за Військово-морськими силами Аргентини.
До 1941 основним аспектом відносин між Аргентиною та Японією була імміграція японців, головним чином сільськогосподарських робітників. В даний час в Аргентині мешкає близько 10 000 осіб японського походження.

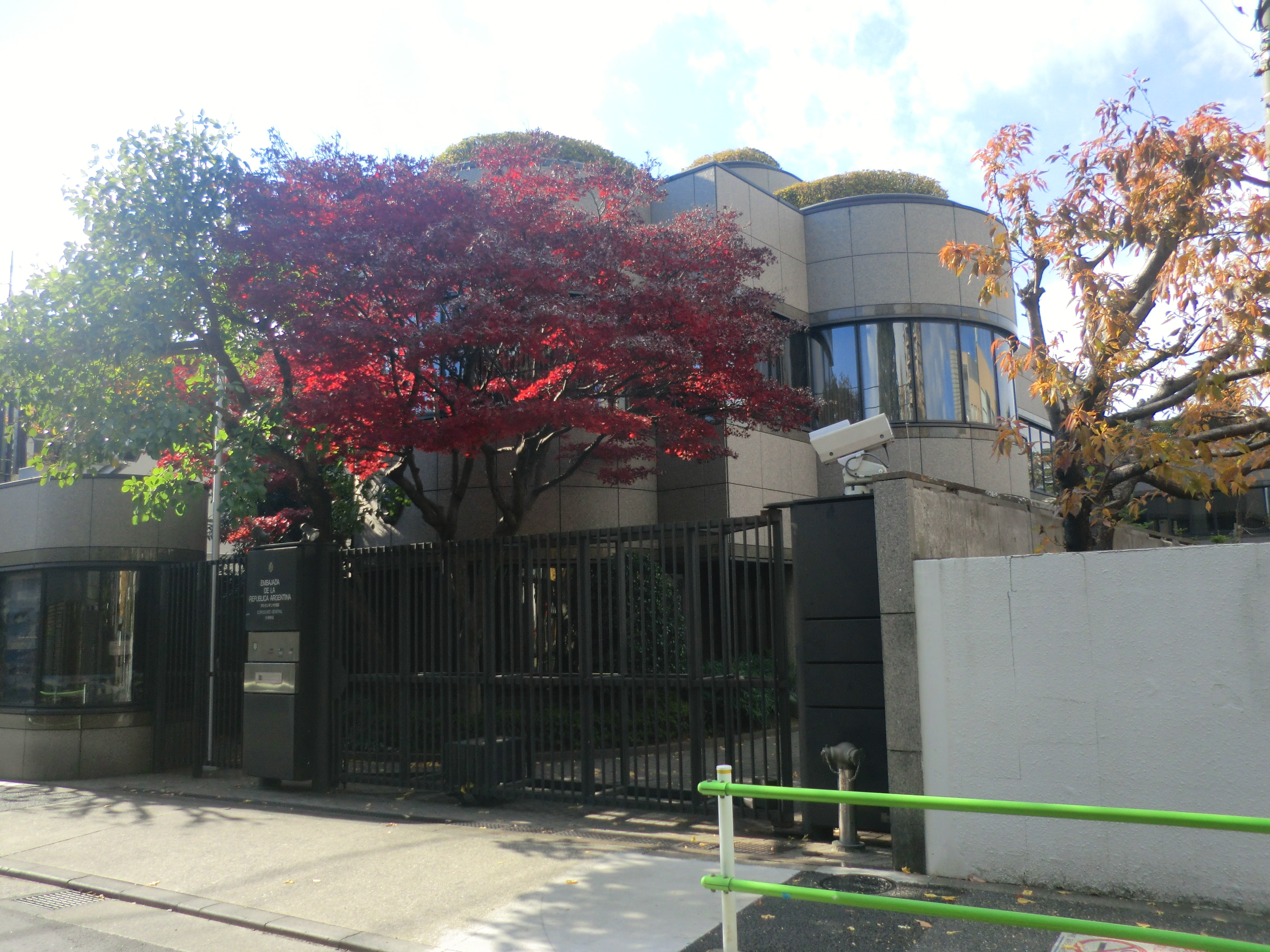
Посольство Аргентини у Японії

У 1940 Японія та Аргентина відкрили посольства у столицях, а наступного року Родольфо Морена став першим послом Аргентини в Японії, а Акіра Томій став першим послом Японії в Аргентині.
У 1944 Аргентина розірвала дипломатичні відносини з Японією, а 27 березня 1945 аргентинський уряд вступив у Другу світову війну на стороні Антигітлерівської коаліції і оголосив війну Японської імперії.
У 1952 дипломатичні відносини між країнами відновлені після підписання Сан-Франциського мирного договору.
У 1960 президент Аргентини Артуро Фрондісі відвідав Японію з офіційним візитом, що спричинило розвиток торговельно-економічних відносин.
Японія імпортувала з Аргентини продовольство та сировину, а експортувала автомобілі.
У 1963 уряди обох країн підписали Угоду про імміграцію, в 1967 - Договір про дружбу, торгівлю і судноплавство, а в 1981 - Угоди про технічне співробітництво і культурний обмін.

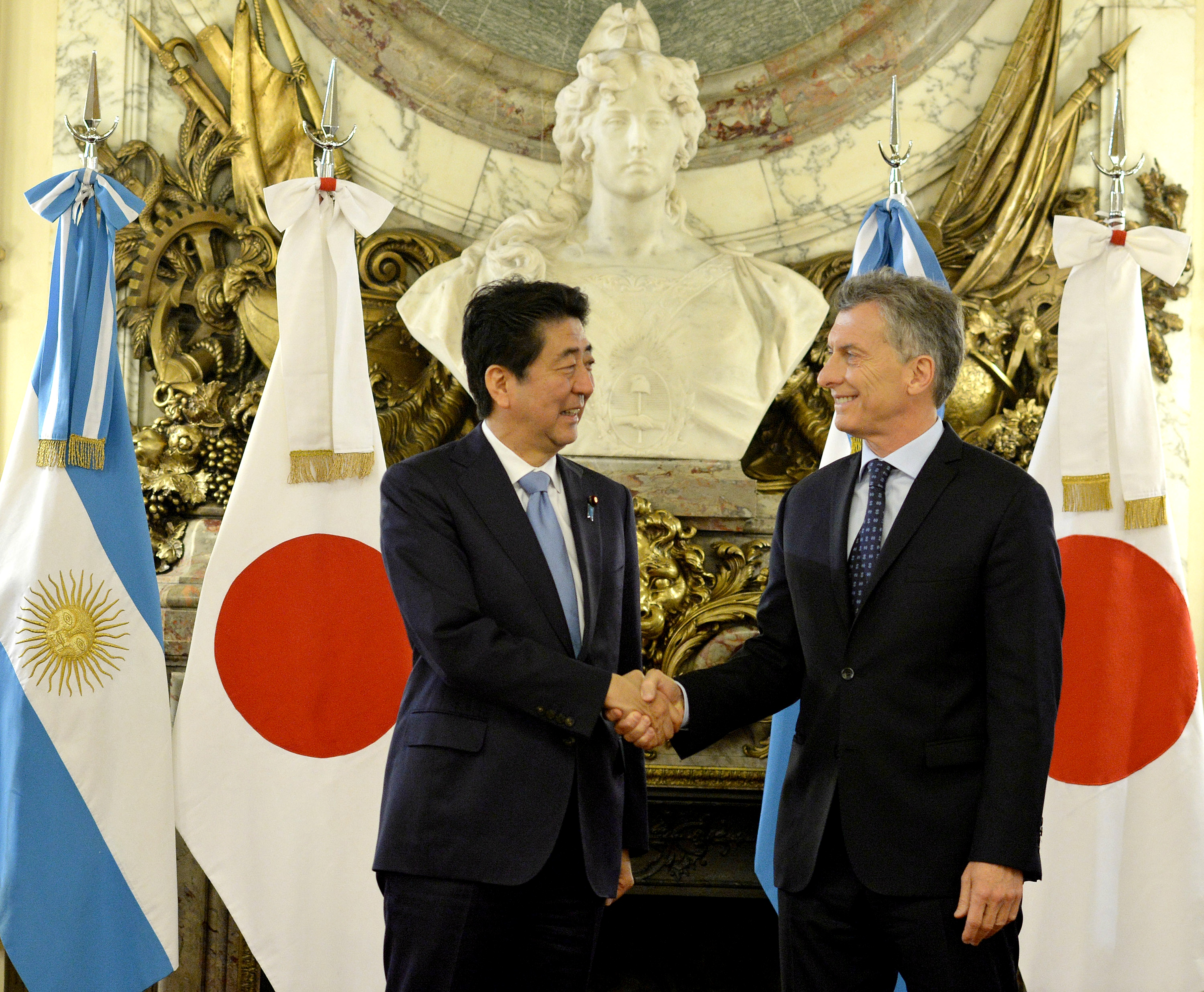
Сіндзо Абе потискає руку Маурісіо Макрі під час свого візиту до Аргентини 2016 року

Члени Японського імператорського дому неодноразово бували в Аргентині: принц та принцеса Такамадо у 1991, імператор та імператриця Акіхіто у 1997, а у 1998 принц та принцеса Акісіно.
У 1986 президент Аргентини Рауль Альфонсін відвідав Японію, а також президент Карлос Менем відвідав цю країну в 1990, 1993 та 1998.
У листопаді 2016 прем'єр-міністр Японії Сіндзо Абе здійснив державний візит до Буенос-Айресу, де провів переговори з президентом Аргентини Маурісіо Макрі. В 1959 дід Сіндзо Абе, прем'єр-міністр Японії Нобусуке Кісі теж відвідував Аргентину з державним візитом.